# معثنة
المعثنة (الاسم العلمي: Compsopogon) هي جنس من النباتات الحمراء تتبع فصيلة المعثنات من رتبة المعثنيات.